# Dave Thompson (Journalist)
David Gareth Thompson (* 3. Januar 1960 in Devon (England); Pseudonym Dave Thomas) ist ein britischer Musikjournalist und Autor.

## Leben
Dave Thompson ist in Großbritannien aufgewachsen. Beeindruckt von der dortigen Punkwelle, brachte er Ende der 1970er Jahre erste Fanzines heraus. Von 1980 bis 1984 verlegte Thompson 43 Ausgaben der Fanzine TV Times. Die Artikel, hauptsächlich geschrieben von Mitgliedern eines Fanclubs von T. V. Smith, befassten sich neben T. V. Smith, den Adverts und den „T. V. Smith’s Explorers“ mit Richard Strange, Doctors of Madness, The Lords of the New Church, Ian Mitchell Band und Last Touch.
Seit 1989 lebt und arbeitet Thompson in den USA. Er veröffentlichte seit 1982 über 100 Bücher. Zum größten Teil handelt es sich dabei um Biografien bekannter Künstler wie zum Beispiel Bono, David Bowie, Chris de Burgh, Duran Duran, Billy Idol, Eric Clapton, Kurt Cobain, T. V. Smith, Winona Ryder, Rod Stewart, John Travolta, Ron Wood oder Bands, wie The Caves, The Cure, Cream, Depeche Mode, John’s Children, Kiss, Nirvana, The Pogues, Red Hot Chili Peppers, Spandau Ballet, The Velvet Underground und The Who.
Er schrieb Studien über Rhythm and Blues, Soul, Rock- und Popmusik, Punk, Reggae, Gothic und Glamrock, oder befasste sich mit der Entstehung eines Albums, wie The Joshua Tree von U2. Sein Buch über Gothic Rock wurde von Kirsten Borchardt unter dem Namen Schattenwelt – Helden und Legenden des Gothic Rock in die deutsche Sprache übersetzt. Seine Expertise über Rockmusik I Hate New Music erschien im Dezember 2008.
In den letzten Jahren brachte Thompson einen Teil seiner Publikationen als E-Books heraus. Anfang der 1990er Jahre verfasste Thompson mehrere Aufzeichnungen über Briefmarken und Münzen sowie ein Jahrbuch über Fußball in den USA. Sein neuestes Werk London’s Burning: True Adventures on the Frontlines of Punk, 1976–1977 aus dem Jahr 2009 befasst sich mit den Anfängen der Punkbewegung.
Neben den Büchern schreibt Thompson für den Rolling Stone, Spin, den Melody Maker, New Musical Express, Goldmine, Metal Hammer und viele andere Zeitschriften.

## Werke (Auswahl)